# 100,000,000 Bon Jovi Fans Can't Be Wrong
100,000,000 Bon Jovi Fans Can't Be Wrong je box set skupiny Bon Jovi. V roce 2004 slavila skupina Bon Jovi 20 let od vydání svého debutového alba Bon Jovi. Proto připravila pětidiskový box set složený ze 4 CD a 1 DVD. V Japonsku vyšlo 5 CD a 1 DVD. 42 písní nebylo nikde jinde vydáno.

## Setlist box setu

### 1.CD
1. „Why Aren't You Dead?“ (3:31) - 1994
2. „The Radio Saved My Life Tonight“ (5:08) - 1992
3. „Taking It Back“ (4:17) - 1992
4. „Someday I'll Be Saturday Night“ (5:18) - 1994
5. „Miss Fourth Of July“ (5:40) - 1992
6. „Open All Night“ (5:47) - 1994
7. „These Arms Are Open All Night“ (5:20) - 1998
8. „I Get A Rush“ (2:57) - 1996
9. „Someday Just Might Be Tonight“ (4:13) - 1996
10. „Thief Of Hearts“ (4:17) - 2003
11. „Last Man Standing (2003)“ (4:32) - 2003
12. „I Just Want To Be Your Man“ (3:28) - 1994

### 2.CD
1. „Garageland“ (3:26) - 1999
2. „Starting All Over Again (remix)“ (3:44) - 1992
3. „Maybe Someday“ (4:43) - 1999
4. „Last Chance Train“ (4:31) - 1998
5. „The Fire Inside“ (4:50) - 1994
6. „Every Beat Of My Heart“ (4:49) - 1992
7. „Rich Man Living In A Poor Man's House“ (4:22) - 1998
8. „The One That Got Away“ (4:48) - 1999
9. „You Can Sleep While I Dream“ (4:53) - 1999
10. „Outlaws Of Love“ (3:20) - 1992
11. „Good Guys Don't Always Wear White“ (4:29) - 1994
12. „We Rule The Night“ (4:09) - 1985

### 3.CD
1. „Edge Of The Broken Heart“ (4:40) - 1986
2. „Sympathy“ (5:23) - 1992
3. „Only In My Dreams“ (5:07) - zpívá Tico Torres - 1994
4. „Shut Up And Kiss Me“ (2:47) - 1997
5. „Crazy Love“ (4:25) - 1998
6. „Lonely At The Top“ (remix) (3:51) - 1995
7. „Ordinary People“ (4:07) - 2000
8. „Flesh And Bone“ (5:01) - 1994
9. „Satellite“ (4:56) - 1999
10. „If I Can't Have Your Love“ (4:15) - zpívá Richie Sambora - 1991
11. „Real Life (remix)“ (3:52) - 1999
12. „Memphis Lives In Me“ (3:03) - zpívá David Bryan - 2004
13. „Too Much Of A Good Thing“ (4:23) - 1999

### 4.CD
1. „Love Ain't Nothing But A Four Letter Word“ (4:14) - 1992
2. „Love Ain't Nothing But A Four Letter Word (demo)“ (4:08) - 1992
3. „River Runs Dry“ (3:57) - 1996
4. „Always (demo)“ (5:46) - 1994
5. „Kidnap An Angel“ (5:56) - 1998/1999
6. „Breathe“ (3:40) - 2002
7. „Out Of Bounds“ (3:46) - 1996
8. „Letter To A Friend“ (4:19) - 1994
9. „Temptation (remix)“ (4:23) - 2000
10. „Gotta Have A Reason“ (4:59) - 1993
11. „All I Wanna Do Is You“ (3:03) - 1997
12. „Billy“ (4:32) - 1992
13. „Nobody's Hero“ (4:33) - 1994
14. „Livin' On A Prayer (demo)“ (3:52) - 1986

### 5.CD (Japonsko)
1. „With A Little Help From My Friends (cover; live)“ (6:16) - 1993
2. „Love Is War“ (4:15) - 1988
3. „Borderline“ (4:14) - 1986
4. „Hush“ (3:49) - 1998
5. „I Wish Everyday Could Be Like Christmas“ (4:31) - 1992
6. „Save A Prayer“ (5:57) - 1992
7. „Fields Of Fire“ (4:12) - 1992
8. „Another Reason To Believe“ (3:34) - 2002
9. „Let's Make It Baby“ (6:20) - 1988
10. „The End“ (3:42) - 1995

## Sestava
- Jon Bon Jovi - zpěv, akustická kytara, perkuse
- Richie Sambora - kytary, doprovodné vokály
- Tico Torres - bicí, perkuse
- David Bryan - klávesy, doprovodné vokály
- Hugh McDonald - basová kytara, doprovodné vokály
- Alec John Such - basová kytara, doprovodné vokály

### Další hudebníci
- Kenny Aronoff - bicí, perkuse
- Bobby Bandiera - kytary
- Eric Brazilian - kytara
- Jeff Kazee - varhany
- Pino Palladino - basová kytara
- Shawn Pelton - bicí
- Joe Perry - kytara (skladba Last Chance Train)